# Unión Nacional (coalición de 1979)
Unión Nacional (UN) fue una coalición política española de extrema derecha que se presentó a las elecciones generales de 1979. Estaba formada por Fuerza Nueva, Falange Española de las JONS, Círculos Doctrinales José Antonio, Comunión Tradicionalista, Asociación de Jóvenes Tradicionalistas y Confederación Nacional de Excombatientes y representaba a las fuerzas políticas defensoras del franquismo.

## Historia
Tenía como precedente a la coalición Alianza Nacional 18 de Julio, que se había presentado a las elecciones de 1977 pero sin obtener representación parlamentaria. En las elecciones del 1 de marzo de 1979, las primeras que tuvieron lugar en España tras la aprobación de la constitución de 1978, obtuvo 378.964 votos (2,1%) y un diputado en la persona de Blas Piñar. El escaño lo obtuvo en Madrid con 110.730 votos (4,8%), pero obtuvo porcentajes significativos en las circunscripciones de Toledo (7,3%), Guadalajara (6,6%), Ciudad Real (4,1%), Santander (3,9%), Burgos (3,8%) y Valladolid (3,7%). 
La relación entre los grupos que conformaron la coalición fue empeorando progresivamente. De cara a las elecciones de 1982 la coalición se deshizo y, por separado, ninguna de las formaciones políticas integrantes pudo revalidar el escaño obtenido en 1979.

## Resultados electorales
| Elecciones y fecha                     | Votos   | %    | Representantes | Diputado (circunscripción) |
| -------------------------------------- | ------- | ---- | -------------- | -------------------------- |
| Elecciones generales de España de 1979 | 378.964 | 2,11 | 1/350          | Blas Piñar (Madrid)        |